# Patricia Wartusch
Patricia Wartusch (née le 5 août 1978 à Innsbruck) est une joueuse de tennis autrichienne, professionnelle de 1993 à 2005.
En 2000, elle a atteint le 3e tour à Wimbledon (battue par Lilia Osterloh), sa meilleure performance en simple dans une épreuve du Grand Chelem.
Elle a gagné huit tournois WTA au cours de sa carrière, dont six en double (le plus souvent associée à Petra Mandula).

## Palmarès

### Titres en simple dames
| No | Date       | Nom et lieu du tournoi                | Catégorie | Dotation  | Surface      | Finaliste       | Score         |          |
| -- | ---------- | ------------------------------------- | --------- | --------- | ------------ | --------------- | ------------- | -------- |
| 1  | 07-02-2000 | Copa Colsanitas, Bogota               | Tier IVa  | 140 000 $ | Terre (ext.) | Tathiana Garbin | 4-6, 6-1, 6-4 | Parcours |
| 2  | 08-07-2002 | GP Princesse Lalla Meryem, Casablanca | Tier V    | 110 000 $ | Terre (ext.) | Klára Koukalová | 5-7, 6-3, 6-3 | Parcours |

### Finale en simple dames
| No | Date       | Nom et lieu du tournoi | Catégorie | Dotation  | Surface      | Vainqueure      | Score         |          |
| -- | ---------- | ---------------------- | --------- | --------- | ------------ | --------------- | ------------- | -------- |
| 1  | 04-10-1999 | Brazil Open, São Paulo | Tier IVa  | 142 500 $ | Terre (ext.) | Fabiola Zuluaga | 7-5, 4-6, 7-5 | Parcours |

### Titres en double dames
| No | Date       | Nom et lieu du tournoi               | Catégorie | Dotation  | Surface      | Partenaire           | Finalistes                          | Score           |          |
| -- | ---------- | ------------------------------------ | --------- | --------- | ------------ | -------------------- | ----------------------------------- | --------------- | -------- |
| 1  | 07-06-1999 | Tashkent Open Tachkent               | Tier IVb  | 112 500 $ | Dur (ext.)   | Evgenia Kulikovskaya | Eva Bes-Ostariz Gisela Riera-Roura  | 7-6, 6-0        | Parcours |
| 2  | 11-06-2001 | Tashkent Open Tachkent               | Tier IV   | 140 000 $ | Dur (ext.)   | Petra Mandula        | Tatiana Perebiynis Tatiana Poutchek | 6-1, 6-4        | Parcours |
| 3  | 10-06-2002 | Wien Energie Grand Prix Vienne       | Tier III  | 170 000 $ | Terre (ext.) | Petra Mandula        | Barbara Schwartz Jasmin Wöhr        | 6-2, 6-4        | Parcours |
| 4  | 08-07-2002 | GP Princesse Lalla Meryem Casablanca | Tier V    | 110 000 $ | Terre (ext.) | Petra Mandula        | Gisela Dulko C. Granados            | 6-2, 6-1        | Parcours |
| 5  | 07-04-2003 | Estoril Open Estoril                 | Tier IV   | 140 000 $ | Terre (ext.) | Petra Mandula        | Maret Ani Emmanuelle Gagliardi      | 6-73, 7-63, 6-2 | Parcours |
| 6  | 28-04-2003 | Croatian Ladies Open Bol             | Tier III  | 170 000 $ | Terre (ext.) | Petra Mandula        | Emmanuelle Gagliardi Patty Schnyder | 6-3, 6-2        | Parcours |

### Finales en double dames
| No | Date       | Nom et lieu du tournoi            | Catégorie | Dotation  | Surface      | Vainqueures                         | Partenaire           | Score         |          |
| -- | ---------- | --------------------------------- | --------- | --------- | ------------ | ----------------------------------- | -------------------- | ------------- | -------- |
| 1  | 15-11-1999 | Volvo Women’s Open Pattaya        | Tier IVb  | 112 500 $ | Dur (ext.)   | Åsa Svensson Émilie Loit            | Evgenia Kulikovskaya | 6-1, 6-4      | Parcours |
| 2  | 03-01-2000 | ASB Bank Classic Auckland         | Tier IVb  | 110 000 $ | Dur (ext.)   | Cara Black Alexandra Fusai          | Barbara Schwartz     | 3-6, 6-3, 6-4 | Parcours |
| 3  | 23-10-2000 | Eurotel Slovak Indoors Bratislava | Tier IVb  | 110 000 $ | Dur (int.)   | Karina Habšudová Daniela Hantuchová | Petra Mandula        | Forfait       | Parcours |
| 4  | 16-09-2002 | Toyota Princess Cup Tokyo         | Tier II   | 585 000 $ | Dur (ext.)   | Svetlana Kuznetsova Arantxa Sánchez | Petra Mandula        | 6-2, 6-4      | Parcours |
| 5  | 05-01-2003 | Moorilla International Hobart     | Tier V    | 110 000 $ | Dur (ext.)   | Cara Black Elena Likhovtseva        | Barbara Schett       | 7-5, 7-61     | Parcours |
| 6  | 24-02-2003 | Abierto Mexicano Pegaso Acapulco  | Tier III  | 170 000 $ | Terre (ext.) | Émilie Loit Åsa Svensson            | Petra Mandula        | 6-3, 6-1      | Parcours |

## Parcours en Grand Chelem

### En simple dames
| Année | Open d'Australie | Open d'Australie    | Internationaux de France | Internationaux de France | Wimbledon       | Wimbledon      | US Open         | US Open      |
| ----- | ---------------- | ------------------- | ------------------------ | ------------------------ | --------------- | -------------- | --------------- | ------------ |
| 2000  | 1er tour (1/64)  | Anna Kournikova     | 1er tour (1/64)          | Angeles Montolio         | 3e tour (1/16)  | Lilia Osterloh | 1er tour (1/64) | Magüi Serna  |
| 2001  | 2e tour (1/32)   | Tamarine Tanasugarn | -                        | -                        | -               | -              | -               | -            |
| 2002  | -                | -                   | -                        | -                        | -               | -              | 1er tour (1/64) | Alicia Molik |
| 2003  | 1er tour (1/64)  | Mary Pierce         | 1er tour (1/64)          | Justine Henin            | 1er tour (1/64) | Rita Grande    | -               | -            |

À droite du résultat, l’ultime adversaire.

### En double dames
| Année | Open d'Australie              | Open d'Australie           | Internationaux de France     | Internationaux de France   | Wimbledon                     | Wimbledon                 | US Open                       | US Open                    |
| ----- | ----------------------------- | -------------------------- | ---------------------------- | -------------------------- | ----------------------------- | ------------------------- | ----------------------------- | -------------------------- |
| 1999  | -                             | -                          | -                            | -                          | -                             | -                         | 2e tour (1/16) S. Noorlander  | Krivencheva Maja Murić     |
| 2000  | 1er tour (1/32) B. Schwartz   | L. Courtois A. Mauresmo    | 1er tour (1/32) Kulikovskaya | Eva Bes Gisela Riera       | 1er tour (1/32) Kulikovskaya  | K. Hrdličková B. Rittner  | 1er tour (1/32) Vanessa Webb  | S. De Beer Nana Miyagi     |
| 2001  | 3e tour (1/8) Petra Mandula   | L. Davenport C. Morariu    | 2e tour (1/16) Petra Mandula | Lisa Raymond Rennae Stubbs | 1er tour (1/32) Petra Mandula | Iva Majoli H. Nagyová     | 2e tour (1/16) Petra Mandula  | Lisa Raymond Rennae Stubbs |
| 2002  | 1er tour (1/32) Petra Mandula | Nicole Arendt Liezel Huber | 1/4 de finale Petra Mandula  | Rika Fujiwara Ai Sugiyama  | 1er tour (1/32) Petra Mandula | J. Capriati D. Hantuchová | 1er tour (1/32) Petra Mandula | Kim Grant A. Spears        |
| 2003  | 1er tour (1/32) B. Schett     | J. Hopkins J. Kostanić     | 3e tour (1/8) Petra Mandula  | N. Dechy Émilie Loit       | 1/4 de finale Petra Mandula   | V. Ruano Paola Suárez     | 3e tour (1/8) Petra Mandula   | Liezel Huber M. Maleeva    |
| 2004  | 3e tour (1/8) Petra Mandula   | María Vento A. Widjaja     | 2e tour (1/16) M. Casanova   | Gisela Dulko P. Tarabini   | 1er tour (1/32) B. Rittner    | Rita Grande F. Pennetta   | 1er tour (1/32) An. Rodionova | Liezel Huber T. Tanasugarn |
| 2005  | 1er tour (1/32) Jasmin Wöhr   | A. Bondarenko E. Gagliardi | -                            | -                          | -                             | -                         | -                             | -                          |

Sous le résultat, la partenaire ; à droite, l’ultime équipe adverse.

### En double mixte
| Année | Open d'Australie          | Open d'Australie         | Internationaux de France     | Internationaux de France | Wimbledon                   | Wimbledon                 | US Open                   | US Open                  |
| ----- | ------------------------- | ------------------------ | ---------------------------- | ------------------------ | --------------------------- | ------------------------- | ------------------------- | ------------------------ |
| 2003  | -                         | -                        | 1er tour (1/16) Joshua Eagle | Navrátilová Leander Paes | -                           | -                         | 1er tour (1/16) F. Čermák | Rennae Stubbs D. Johnson |
| 2004  | 1er tour (1/16) F. Čermák | Elena Bovina N. Zimonjić | -                            | -                        | 1er tour (1/32) M. Kohlmann | Els Callens Robbie Koenig | -                         | -                        |

Sous le résultat, le partenaire ; à droite, l’ultime équipe adverse.

## Parcours aux Jeux olympiques

### En simple dames
| # | Date       | Nom de l'olympiade   | Surface    | Résultat       | Ultime adversaire | Score    |          |
| - | ---------- | -------------------- | ---------- | -------------- | ----------------- | -------- | -------- |
| 1 | 19/09/2000 | Olympic Games Sydney | Dur (ext.) | 2e tour (1/16) | Arantxa Sánchez   | 6-2, 6-4 | Parcours |

### En double dames
| # | Date       | Nom de l'olympiade   | Surface    | Résultat        | Partenaire     | Ultimes adversaires                  | Score    |          |
| - | ---------- | -------------------- | ---------- | --------------- | -------------- | ------------------------------------ | -------- | -------- |
| 1 | 19/09/2000 | Olympic Games Sydney | Dur (ext.) | 1er tour (1/16) | Barbara Schett | Olga Barabanschikova Natasha Zvereva | 6-2, 6-2 | Parcours |

## Parcours en Fed Cup
| #                                                                           | Date       | Lieu           | Surface         | Gagnante(s)                           | Perdante(s)                         | Score          |          |
|                                                                             |            |                |                 |                                       |                                     |                |          |
| 2000 - Round robin (groupe mondial) - Autriche - République tchèque - 1 : 2 |            |                |                 |                                       |                                     |                |          |
| 1                                                                           | 27/04/2000 | Bratislava     | Dur (int.)      | Květa Hrdličková                      | Patricia Wartusch                   | 6-3, 1-6, 6-3  | Parcours |
| 1                                                                           | 27/04/2000 | Bratislava     | Dur (int.)      | Barbara Schett Patricia Wartusch      | Dája Bedáňová Květa Hrdličková      | 7-66, 2-6, 6-3 | Parcours |
|                                                                             |            |                |                 |                                       |                                     |                |          |
| 2000 - Round robin (groupe mondial) - Autriche - Suisse - 1 : 2             |            |                |                 |                                       |                                     |                |          |
| 2                                                                           | 29/04/2000 | Bratislava     | Dur (int.)      | Emmanuelle Gagliardi                  | Patricia Wartusch                   | 6-2, 6-4       | Parcours |
| 2                                                                           | 29/04/2000 | Bratislava     | Dur (int.)      | Emmanuelle Gagliardi Patty Schnyder   | Barbara Schett Patricia Wartusch    | 2-6, 6-4, 8-6  | Parcours |
|                                                                             |            |                |                 |                                       |                                     |                |          |
| 2001 - 1er tour (groupe mondial) - Australie - Autriche - 5 : 0             |            |                |                 |                                       |                                     |                |          |
| 3                                                                           | 28/04/2001 | Adélaïde       | Herbe (ext.)    | Evie Dominikovic Rachel McQuillan     | Marion Maruska Patricia Wartusch    | 6-4, 7-5       | Parcours |
|                                                                             |            |                |                 |                                       |                                     |                |          |
| 2001 - Barrage (groupe mondial I) - Autriche - Indonésie - 3 : 2            |            |                |                 |                                       |                                     |                |          |
| 4                                                                           | 21/07/2001 |                | Terre (ext.)    | Yayuk Basuki Wynne Prakusya           | Marion Maruska Patricia Wartusch    | 6-1, 6-3       | Parcours |
|                                                                             |            |                |                 |                                       |                                     |                |          |
| 2002 - 1/4 de finale (groupe mondial) - Autriche - Croatie - 4 : 1          |            |                |                 |                                       |                                     |                |          |
| 5                                                                           | 20/07/2002 | Pörtschach     | Terre (ext.)    | Barbara Schett Patricia Wartusch      | Karolina Šprem Silvija Talaja       | 6-2, 6-1       | Parcours |
|                                                                             |            |                |                 |                                       |                                     |                |          |
| 2002 - 1/2 finale (groupe mondial) - Espagne - Autriche - 3 : 2             |            |                |                 |                                       |                                     |                |          |
| 6                                                                           | 30/10/2002 | Grande Canarie | Dur (int.)      | Conchita Martínez                     | Patricia Wartusch                   | 6-0, 7-5       | Parcours |
| 6                                                                           | 30/10/2002 | Grande Canarie | Dur (int.)      | Patricia Wartusch                     | Arantxa Sánchez                     | 4-6, 6-4, 9-7  | Parcours |
| 6                                                                           | 30/10/2002 | Grande Canarie | Dur (int.)      | Conchita Martínez Virginia Ruano      | Barbara Schett Patricia Wartusch    | 4-6, 6-3, 6-1  | Parcours |
|                                                                             |            |                |                 |                                       |                                     |                |          |
| 2003 - 1er tour (groupe mondial) - Belgique - Autriche - 5 : 0              |            |                |                 |                                       |                                     |                |          |
| 7                                                                           | 26/04/2003 | Bree           | Terre (int.)    | Justine Henin                         | Patricia Wartusch                   | 6-2, 6-1       | Parcours |
| 7                                                                           | 26/04/2003 | Bree           | Terre (int.)    | Kim Clijsters                         | Patricia Wartusch                   | 6-2, 6-2       | Parcours |
|                                                                             |            |                |                 |                                       |                                     |                |          |
| 2003 - Barrage (groupe mondial I) - Autriche - Canada - 4 : 1               |            |                |                 |                                       |                                     |                |          |
| 8                                                                           | 19/07/2003 | Neudörfl       | Terre (ext.)    | Patricia Wartusch                     | Maureen Drake                       | 6-3, 6-73, 6-2 | Parcours |
| 8                                                                           | 19/07/2003 | Neudörfl       | Terre (ext.)    | Patricia Wartusch                     | Marie-Ève Pelletier                 | 6-73, 6-3, 6-3 | Parcours |
|                                                                             |            |                |                 |                                       |                                     |                |          |
| 2004 - 1er tour (groupe mondial) - Autriche - Slovaquie - 3 : 2             |            |                |                 |                                       |                                     |                |          |
| 9                                                                           | 24/04/2004 | Sankt Pölten   | Terre (ext.)    | Ľudmila Cervanová Janette Husárová    | Barbara Schwartz Patricia Wartusch  | 6-3, 3-6, 6-4  | Parcours |
|                                                                             |            |                |                 |                                       |                                     |                |          |
| 2004 - 1/4 de finale (groupe mondial) - Autriche - États-Unis - 4 : 1       |            |                |                 |                                       |                                     |                |          |
| 10                                                                          | 10/07/2004 | Innsbruck      | Terre (ext.)    | Barbara Schett Patricia Wartusch      | Jill Craybas Martina Navrátilová    | 6-3, 0-6, 6-3  | Parcours |
|                                                                             |            |                |                 |                                       |                                     |                |          |
| 2004 - 1/2 finale (groupe mondial) - Russie - Autriche - 5 : 0              |            |                |                 |                                       |                                     |                |          |
| 11                                                                          | 24/11/2004 | Moscou         | Moquette (int.) | Anastasia Myskina                     | Patricia Wartusch                   | 6-0, 6-0       | Parcours |
| 11                                                                          | 24/11/2004 | Moscou         | Moquette (int.) | Svetlana Kuznetsova Elena Likhovtseva | Yvonne Meusburger Patricia Wartusch | 6-2, 6-2       | Parcours |

## Classements WTA en fin de saison

### En simple
| Année | 1994 | 1995 | 1996 | 1997 | 1998 | 1999 | 2000 | 2001 | 2002 | 2003 | 2004 |
| Rang  | 781  | 514  | 257  | 197  | 133  | 91   | 90   | 151  | 82   | 154  | 222  |

Source : (en) « Classements de Patricia Wartusch », sur le site officiel du WTA Tour

### En double
| Année | 1994 | 1995 | 1996 | 1997 | 1998 | 1999 | 2000 | 2001 | 2002 | 2003 | 2004 |
| Rang  | 688  | 769  | 677  | 161  | 169  | 76   | 86   | 76   | 37   | 33   | 89   |

Source : (en) « Classements de Patricia Wartusch », sur le site officiel du WTA Tour